# Mỹ An Hưng
Mỹ An Hưng là một xã thuộc tỉnh Đồng Tháp, Việt Nam.

## Địa lý
Xã Mỹ An Hưng có vị trí địa lý:
- Phía đông giáp xã Tân Khánh Trung.
- Phía tây giáp tỉnh An Giang.
- Phía nam giáp xã Lấp Vò.
- Phía bấc giáp phường Cao Lãnh, ranh giới là sông Tiền.

Xã Mỹ An Hưng có diện tích tự nhiên 65,29 km², dân số năm 2025 là 55.372 người, mật độ dân số đạt 848 người/km².

## Lịch sử

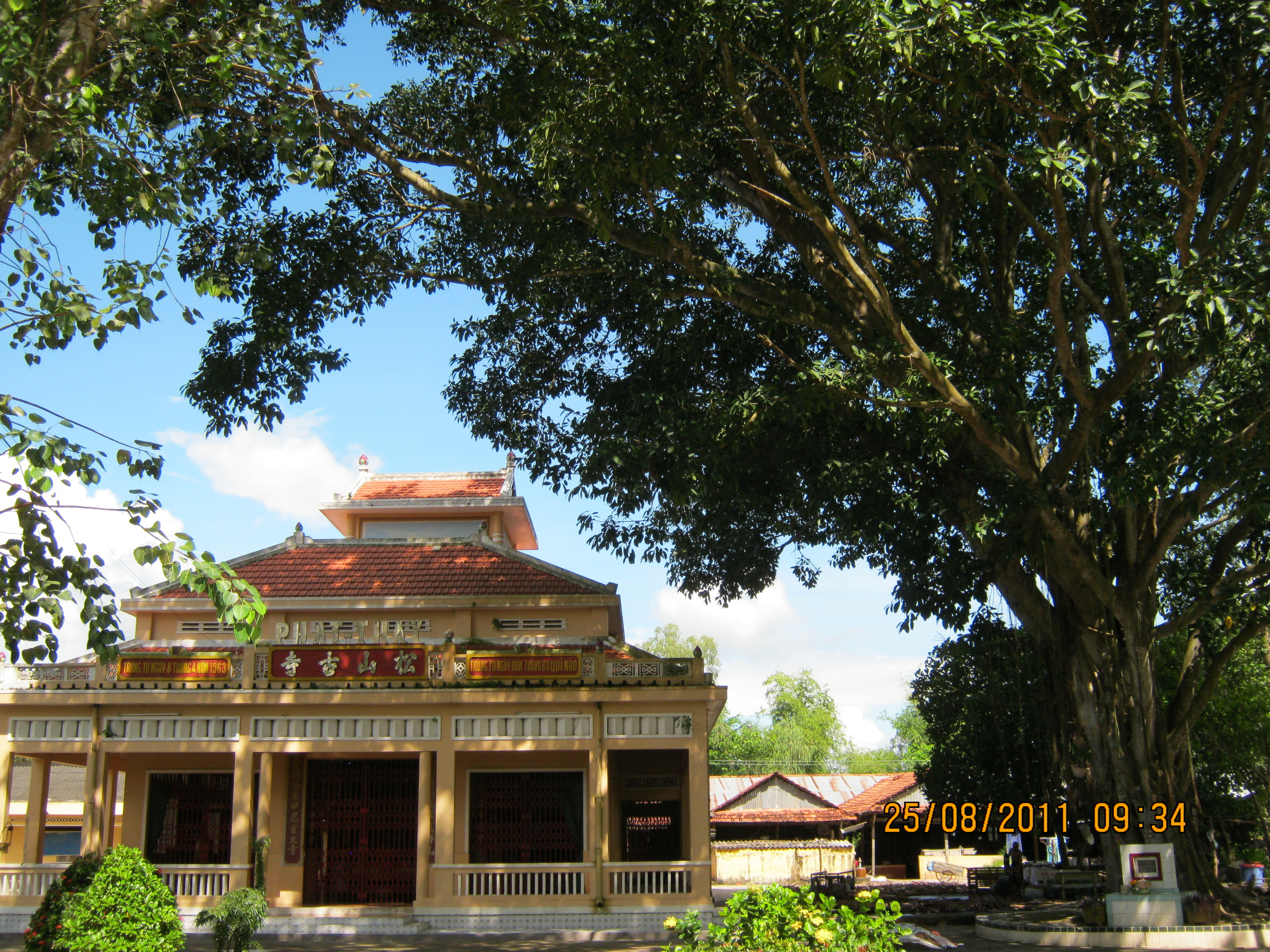
Chùa Tòng Sơn, nơi đầu tiên tu sĩ Đoàn Minh Huyên đến tu và trị bệnh cho dân làng. Để nhớ công ơn, người dân đã lập ngôi chùa này.

Quyết định 149-HĐBT ngày 27 tháng 09 năm 1988 của Hội đồng Bộ trưởng, chia xã Mỹ An Hưng thành hai xã lấy tên là xã Mỹ An Hưng A và xã Mỹ An Hưng B
Quyết định 77-HĐBT ngày 27 tháng 06 năm 1989, xã Mỹ An Hưng B thuộc huyện Thạnh Hưng.
Nghị định 81-CP ngày 06 tháng 12 năm 1996, xã Mỹ An Hưng B thuộc huyện Lấp Vò.
Ngày 16 tháng 6 năm 2025, Ủy ban Thường vụ Quốc hội ban hành Nghị quyết số 1663/NQ-UBTVQH15 về việc sắp xếp các đơn vị hành chính cấp xã của tỉnh Đồng Tháp. Theo đó, sắp xếp toàn bộ diện tích tự nhiên, quy mô dân số của các xã Tân Mỹ (huyện Lấp Vò), Hội An Đông, Mỹ An Hưng A và Mỹ An Hưng B thành xã mới có tên gọi là xã Mỹ An Hưng.